# Rörtjärnen (Jokkmokks socken, Lappland)
Rörtjärnen är en sjö i Jokkmokks kommun i Lappland och ingår i Luleälvens huvudavrinningsområde.